# Wonderfestiwall
Wonderfestiwall er en årligt tilbagevendende musikfestival, som finder sted ved Hammershus på Bornholm, i slutningen af august eller begyndelsen af september.
Festivalen blev startet i 2008 af 8 lokale ildsjæle i alderen 18-28 år. Det første år havde man en meget lille scene, og 10 forskellige kunstnere var på programmet. Året efter, i 2009, udvidede man scenen til det dobbelte areal, og antallet af kunstnere var nu på 16.
Wonderfestiwall laves af foreningen "Foreningen Wonderfestiwall" tidl. "Den Kulturelle Uafhængighedshær". Formanden er medstifter Daniel Mühlendorph.

## Priser
Arrangørgruppen bagved Wonderfestiwall modtog i 2008, Bornholms Regionskommunes Kulturpris.
I 2010 uddelte TV 2/Bornholm for første gang en kulturpris. Efter en sms-afstemning blandt kanalens seere, vandt Wonderfestiwall prisen.

## Wonderfestiwall år for år
| År   | Datoer            | Gæster | Betalende Gæster | Optrædende | Billetpris i kr. | Overskud i kr. | Udgifter i kr. |
| ---- | ----------------- | ------ | ---------------- | --- | ---------------- | -------------- | -------------- |
| 2008 | 5. - 7. september | 400    | 350              | Bjørn Svin, Electrojuice, Little Jimmy Reeves, Marius & Baunkjær, Pato, Rock Hard Power Spray, Sterling, The Breakers, The Floor Is Made Of Lava, The Univerzals, Tue West | 230 – 300        | 38.175         | 120.000        |
| 2009 | 4. – 5. september | 1200   | 950              | Djinnai, Figurines, Ginger Ninja, Jokeren, Lebon, Mads Langer, Maskinen, Mike Sheridan, Moi Caprice, Oh No Ono, Rock Hard Power Spray, Rune RK, Szhirley, The Blue Van, The River Phoenix, Veto, White Pony | 300 – 375        | 83.355         | 500.000        |
| 2010 | 3. – 5. september | 1700   | 1300             | Carpark North, Chill, Cody, Den Svenska Björnstammen (S), Dúné, Fagget Fairys, Fallulah, Familjen (S), FM Belfast (ISL), Ginger Ninja, Jooks, Magtens Korridorer, Morten Breum, My Name is Legion, Nonsens, RebekkaMaria & JoJo DJ Team, Rock Hard Power Spray, Soluna Samay, SunnyBeach HappySlap MardiGras, Stoffer & Maskinen, Tue West, Fleming & Funch, Turboweekend, Vinnie Who, Visse Vasse, White Pony, WhoMadeWho                                                                                | 395              | 13.189         | 825.000        |
| 2011 | 25. – 27. august  | 2500   | 1750             | Aakjær og Buttenschøn, Bottled In England, Dokkedal/Dixen, Emilie Post, Hej Matematik, Ignug, Jonathan Johansson (S), Kashmir, Kasper Bjørke, Kato, Kidd, Lucy Love, Pelle & Kawamura, Per Vers, Rasmus Baunkjaer, Rock Hard Power Spray, Rune RK, Scarlet Chives, Schlachthofbronx (DE), Slagsmålsklubben (S), Sleep Party People, Specktors, Static & Noize, The Eclectic Moniker, The Floor Is Made Of Lava, Treefight For Sunlight, Trentemøller, When Saints Go Machine, White Pony                  | 475              | -61.862        | 1293.000       |
| 2012 | 23. – 26. august  |        |                  | Alina Devecerski, Carpark North, Choir of Young Believers, Den Sorte Skole, Dig & Mig, Dùné, EaggerStunn, Fastpoholmen (SE/DK), Folkeklubben, Honning Barna (NO), Jetsi Kain, Laid Back, Linkoban, Lulu Rouge, Mew, Mujuice (RUS), Munchi (NL), Nicholas Kidd, Pato Siebenhaar, Pixi Monroe, Raske Penge & Klumben, Rebecca & Fiona (SE), Spleen United, Stream City, Suspekt, The Eclectic Moniker, The New Spring, The Rumour Said Fire, Turboweekend, Ulige Numre, White Pony                          | 495              |                |                |
| 2013 | 22. - 25. august  |        |                  | Alex Metric (UK), Ásgeir Trausti (IS), Baby In Vain, Buda, Cheff Records, Dj Static Live, Fallulah, Frida Sundemo (S), Giraffage (US), Kashmir, Kristina Renée, Lemâitre (N), Marcus Price & Carli (S), Mø, Nonsens, Orgi-E / Klamfyr, Red Warzsawa, Reptile Youth, Schultz And Forever, Sebastian Lind, Shaka Loveless, Sort Sol, Specktors, The Floor Is Made Of Lava, The Late Great Fitzcarraldos, Tina Dickow, Veto, Vinnie Who, When Saints Go Machine, White Pony, Yoav (ZA), Zirkus               |                  |                |                |
| 2014 | 21. - 24. august  |        |                  | August Rosenbaum & Mike Sheridan, Bottled In England, Chorus Grant, Christopher, Cody, Förtress, Hymns From Nineveh, Julias Moon, Karl William, Lukas Graham, Mads Langer, Mont Oliver, Oh Land, Panamah, Panda Da Panda (SE), Pelle Peter Supreme Team, Qulinez (SE), Scarlet Pleasure, Sekuoia, Snavs, Søren Huss, Submotion Orchestra Live (UK), Suspekt, Teitur (FO), Truls (NO), Turboweekend, Ukendt Kunstner & S!vas, Ulige Numre, Wafande, When Saints Go Machine, WhoMadeWho, Zero 7 DJ set (UK) |                  |                |                |
| 2015 | 20. - 23. august  |        |                  | AV AV AV, Adrian Lux (SE), Anya, Bikstok Røgsystem, Broken Twin, Cancer, De Eneste To, Elliphant (SE), Jonathan Johansson (SE), Karl William, Kentaur, Kenton Slash Demon, L.O.C., Laid Back, Lyves (UK), Mads Bjørn, Marie Key, Pelle Peter Jensen Supreme Team, Rangleklods, Reptile Youth, SPECKTORS x Nonsens, Steen Jørgensen, Stine Bramsen, Suspekt, The Attic Sleepers, The Eclectic Moniker, The Minds of 99, TopGunn, Vild $mith, Vinnie Who, Wangel                                            |                  |                |                |
| 2016 | 18. - 21. august  |        |                  | Emilie Ramirez, Alex Vargas, Jono McCleery (uk), Rasmus Walter, Kaasi (uk), Mads Langer, Liss, Julias Moon, Eloq, Gents, Exec, Kill J, Shaka Loveless, Saveus, Fallulah, Lightwave Empire, Saybia, Phlake, Klumben & Raske Penge, Kikkr (nl/fr), La Folie Crew (break dance), Bisse, Chinah, Mikael Simpson, Nikolaj Nørlund, Scarlet Pleasure, Slowolf, Turboweekend, Tba, Dizzy Mizz Lizzy, Faustix, Pelle Peter Dream Team                                                                             |                  |                |                |
| 2017 | 17. - 20. august  |        |                  | | 395- 750         |                |                |